# Tegelberg (schip, 1938)
De MS Tegelberg was een Nederlands passagiersschip dat in 1938 werd gebouwd bij de Nederlandsche Scheepsbouw Maatschappij te Amsterdam voor de Nederlandse Koninklijke Paketvaart Maatschappij (KPM). Het bouwnummer was 204. Het passagiersschip werd vernoemd naar Petrus Emelius Tegelberg. 

## Passagiersschip
De Tegelberg' was geschikt voor 654 passagiers. De afmetingen van het schip waren: 170,99 m lengte × 22,86 m breedte × 12,50 m hoogte. De voortstuwing bestond uit 3× 2t ew achtcilinder Sulzer (650x1200) van 10.800 rpk. De Tegelberg had drie schroeven en haalde een snelheid van 17 knopen.
Het schip had twee zusterschepen, de Boissevain en de Ruys. De drie schepen waren genoemd naar drie bekende Rotterdamse reders. Informeel werd wel gesproken van de 'The White Dutch Yachts'.  

## Troepentransportschip
In 1942 werd de Tegelberg gecharterd door het Ministerie van Oorlog van de Nederlandse regering in ballingschap te Londen. In Liverpool werd het vaartuig verbouwd tot troepentransportschip. Als zodanig was het onder meer in 1943 betrokken bij de landing op Sicilië.

### Nederlands-Indië
Begin 1946 repatrieerde de Tegelberg 2000 Indische Nederlanders vanuit de haven van Tandjong Priok in Nederlands-Indië naar Nederland. In 1947 vervoerde de Tegelberg Nederlandse militairen naar Batavia. Na deze reis werd de Tegelberg weer aan de oorspronkelijke eigenaar overgedragen.

## Hervatting gewone dienst
In 1947 werd de Tegelberg in Hongkong teruggebouwd tot passagiersschip. Daarna onderhield ze lijndiensten tussen het Verre Oosten, Zuid-Afrika en Zuid-Amerika. In 1962 werd het schip  gemoderniseerd, wederom te Hongkong. In 1968 werd de Tegelberg gesloopt in Kaohsiung, Taiwan.